# Boris Tichonow
Boris Nikołajewicz Tichonow (ros. Борис Николаевич Тихонов, ur. 17 maja 1922 w Łabinsku, zm. 17 października 1972 w Krasnodarze) – radziecki lotnik wojskowy, kapitan, Bohater Związku Radzieckiego (1946).

## Życiorys
Urodził się w rodzinie robotniczej. Uczył się w technikum lotniczym w Taganrogu, w 1940 został powołany do Armii Czerwonej, w 1943 ukończył wojskową lotniczą szkołę pilotów w Czkałowie i został skierowany na front wojny z Niemcami. Uczestniczył w operacji orłowsko-kurskiej, był pilotem, później dowódcą klucza 175 gwardyjskiego pułku lotnictwa szturmowego 11 Gwardyjskiej Dywizji Lotnictwa Szturmowego 16 Armii Powietrznej, walczył m.in. na 1 Froncie Białoruskim, do końca wojny wykonał 132 loty bojowe, atakując siłę żywą i technikę wroga, brał też udział w 8 walkach powietrznych, w których strącił Junkersa 87. 28 sierpnia 1944 zaatakował niemiecki oddział we wsi Majdan Suski k. Ostrowi Mazowieckiej, niszcząc dwa motocykle z motocyklami i zabijając kilku innych żołnierzy i oficerów wroga. Wojnę zakończył w stopniu starszego porucznika, po wojnie nadal służył w lotnictwie, w 1951 ukończył wojskową szkołę nawigatorów w Krasnodarze, w 1956 został zwolniony do rezerwy w stopniu kapitana.

## Odznaczenia
- Złota Gwiazda Bohatera Związku Radzieckiego (15 maja 1946)
- Order Lenina (15 maja 1946)
- Order Czerwonego Sztandaru (trzykrotnie, 26 kwietnia 1944, 2 sierpnia 1944 i 12 sierpnia 1945)
- Order Wojny Ojczyźnianej I klasy (4 października 1944)
- Order Czerwonej Gwiazdy (dwukrotnie, pierwszy raz 22 października 1943)

I medale.